# San Giorgio d'Argento al Miglior Regista
Il San Giorgio d'Argento al Miglior Regista è il premio al miglior regista assegnato nel corso del Festival cinematografico internazionale di Mosca. 

## Albo d'oro
| Anno | Regista                        | Film                                                             |
| ---- | ------------------------------ | ---------------------------------------------------------------- |
| 1995 | Régis Wargnier Milan Steindler | Una donna francese (Une femme française) Díky za kazdé nové ráno |
| 1997 | János Szász                    | I fratelli Witman (Witman fiúk)                                  |
| 1999 | Ágúst Guðmundsson              | Dansinn                                                          |
| 2000 | Steve Suissa                   | L'Envol                                                          |
| 2001 | Ettore Scola                   | Concorrenza sleale                                               |
| 2002 | Aleksandr Rogozhkin            | Kukushka - Disertare non è reato                                 |
| 2003 | Jun-hwan Jeong                 | Jigureul jikyeora!                                               |
| 2004 | Dmitriy Meskhiev               | Svoi                                                             |
| 2005 | Thomas Vinterberg              | Dear Wendy                                                       |
| 2006 | Bertrand Blier                 | Per sesso o per amore? (Combien tu m'aimes?)                     |
| 2007 | Giuseppe Tornatore             | La sconosciuta                                                   |
| 2008 | Javor Gardev                   | Zift                                                             |
| 2009 | Mariana Chenillo               | Cinco días sin Nora                                              |
| 2010 | Jan Kidawa-Blonski             | Rózyczka                                                         |
| 2011 | Ching-Po Wong                  | Fuk sau che chi sei                                              |
| 2012 | Andrey Proshkin                | Orda                                                             |
| 2013 | Young-heon Jung                | Le-ba-non kam-jeong                                              |
| 2014 | Valeriya Gay Germanika         | Da i Da                                                          |
| 2015 | Frederikke Aspöck              | Rosita                                                           |
| 2016 | Puk Grasten                    | 37                                                               |
| 2017 | Fikret Reyhan                  | Sari sicak                                                       |
| 2018 | Aleksandr Kott                 | Spitak                                                           |